# Смерть Иоанна Грозного
Эта статья — о литературном произведении. Об одноимённом художественном фильме см. Смерть Иоанна Грозного (фильм).
«Смерть Иоанна Грозного» — трагедия А. К. Толстого, написанная в 1866 году; первая часть исторической трилогии, второй частью которой стала трагедия «Царь Фёдор Иоаннович» (1868), а заключительной — «Царь Борис» (1870).

## Концепция
Основным историческим источником при работе над «Смертью Иоанна Грозного», как и над всей трилогией, для А. К. Толстого послужила «История государства Российского» Н. М. Карамзина. Из неё автор заимствовал целый ряд сюжетных моментов и описательных деталей: в частности, в трагедии отразились отрывки, рисующие переживания Ивана IV после убийства сына, его попытку отказаться от престола и настроения боярства в связи с этим, описание осады Пскова, рассказ о явлении кометы и впечатлении, которая она произвела на царя. Вместе с тем, заимствуя из «Истории» факты, Толстой нередко расходится с Карамзиным в их трактовке. События, которые у Карамзина описываются в социально-историческом плане, Толстой переносит в сферу морали и этики. Он переключает историческую тему в план общечеловеческих переживаний, глубоко анализируя характеры исторических деятелей и подыскивая их поступкам психологическую мотивировку.
В «Смерти Иоанна Грозного» главным предметом такого анализа становится деспотизм Ивана IV. Царь изображён в трагедии не как злодей или сумасшедший — напротив, он чрезвычайно умён и проницателен, обладает мощной волей и недюжинной энергией, действует искренне и страстно. В нём нет ничего мелкого и эгоистичного, и всю силу своей мощной и цельной натуры Иоанн обрушивает на достижение цели, которую считает благородной — на сохранение и усиление собственной власти. Преследуя эту цель, он последовательно губит всех, кто превосходит его хоть в чём-то — рождением ли, заслугами ли, общим ли уважением в народе — и под конец своей жизни остаётся один, без друзей и сторонников, посреди разорённого государства. Таким образом, Иоанн оказывается палачом самому себе; его трагическая вина — в попрании всех человеческих прав во имя государства.
Бояре, со своей стороны, не способны поддержать Иоанна, так как они разобщены и думают только о своих личных мелких выгодах. Наследник царя, Фёдор Иоаннович, в противоположность отцу, робкий и слабый, также оказывается бессильным перед лицом катастрофы. Торжествует в трагедии один Борис Годунов, которому смерть Иоанна освобождает путь к власти, однако автор даёт понять, что и Годунову вскоре придётся пожинать горькие плоды своих трудов.

## Действующие лица
- Царь Иван Васильевич IV.
- Царица Мария Фёдоровна, из рода Нагих, седьмая жена царя.
- Царевич Федор Иванович, сын царя от первой жены.
- Царевна Ирина, жена Фёдора, сестра Бориса Годунова.
- Князь Мстиславский.
- Захарин-Юрьев, брат первой жены царя.
- Князья Шуйский, Бельский, Щербатый, Голицын, Трубецкой, Сицкий, Шереметьев, Татищев, Салтыков, Михайло Нагой (брат царицы Марии Фёдоровны, Борис Годунов (шурин царевича Федора) — члены Боярской думы.
- Гонец из Пскова.
- Мария Григорьевна, жена Годунова.
- Григорий Годунов (родственник Бориса), Григорий Нагой (второй брат царицы Марии Федоровны) — окольничьи.
- Гарабурда, посол Стефана Батория.
- Битяговский, Кикин — дворяне.
- Схимник.
- Мамка царевича Дмитрия.
- Дворецкий Кремлёвского дворца.
- Дворецкий Александровой слободы.
- Дворецкий Годунова.
- 1-й, 2-й волхвы.
- Эльмс, Якоби — врачи
- 1-й, 2-й — пристава.
- Шут.
- Ключник.
- Стрелецкий голова.
- Стрелецкий сотникк.
- Стольник.
- Лабазник.
- Сенная девушка.
- Слуга князя Шуйского.
- Бояре, окольничьи, рынды, стрельцы, народ, скоморохи, слуги.

## Сюжет и композиция
«В „Смерти Иоанна Грозного“ мы видим две восходящих линии, из которых одна подымается как ракета, держится некоторое время на воздухе и потом быстро опускается, описывая параболу; другая подымается вслед за ней, пересекает её в нисходящем её пути, а сама не падает, но теряется в небе, выходя из рамы трагедии. Первая линия принадлежит Иоанну, вторая Годунову».— Толстой А.К. Проект постановки на сцену трагедии "Смерть Иоанна Грозного"
В центре трагедии — две основные сюжетные линии: судьбы Иоанна Грозного и Бориса Годунова. Первый предстаёт в трагедии уже на склоне лет, измождённым, и, сверх того, мучимым угрызениями совести из-за недавно совершённого преступления (в порыве гнева он насмерть зашиб посохом своего сына Ивана). В начале пьесы он собирается отречься от престола и уйти в монастырь, от чего его по совету Годунова отговаривает Дума.
Вернувшись на престол, Иоанн ненадолго оживляется: продолжает заниматься государственными делами, хочет развестись с царицей и жениться на племяннице английской королевы. Неудача, однако, продолжает преследовать его: в стране голод и разруха, русские войска терпят неудачу в войне с поляками, а с юга на Русь надвигаются татары. После того, как польский посол Гарабурда объявляет, что шведы взяли город Нарову и вместе с поляками отправились походом на Новгород, царь оказывается окончательно сломлен. В критический момент он понимает, что ему некого поставить на защиту государства, так как прежние его сторонники или казнены, или бежали от его гнева за границу. Видя на небе комету, Иоанн предрекает, что она принесла ему смерть, и действительно умирает вскоре после этого.
Борис Годунов в пьесе, напротив, возвышается — успешно борется с интригами, которые строят против него Бельские, Шуйские и Нагие, завоёвывает народную любовь и таким образом постепенно выходит из тени Иоанна. После смерти царя Годунов оказывается фактическим правителем, вершащим судьбы страны за спиной у его наследника Фёдора, и быстро расправляется со своими противниками (отправляет бояр в ссылку, Мстиславского — в монастырь, Нагих — в Углич вместе с царицею и Димитрием). Его судьба на этом не кончается, оставляя место для продолжения в последующих трагедиях трилогии.

## Сценическая судьба
«Смерть Иоанна Грозного» впервые увидела свет в 1866 году, будучи напечатанной в журнале «Отечественные записки». Год спустя пьеса была поставлена в Александринском театре в Санкт-Петербурге. Премьера имела большой успех, несмотря на погрешности исполнения (актёры соперничали, что лишало драму выразительной главной роли).
В 1868-м пьеса была переведена на немецкий язык и поставлена в придворном театре великого герцога Веймарского. Эта постановка также прошла успешно, чему немало способствовал отличный перевод, выполненный Каролиной Павловой. Его качество высоко оценил сам Алексей Толстой:
```
   
```

«Теперь вот мой общий вывод: успехом своим и самым появлением в Веймаре трагедия «Смерть Иоанна Грозного» прежде всего обязана мастерскому, высокохудожественному переводу г-жи Павловой. Я не считал возможным передать так верно и так поэтично, стих в стих, весь характер русского оригинала, со всеми его особенностями и архаизмами. Подобного перевода я не знаю ни на каком языке».— 1868. «Смерть Иоанна Грозного» на Веймарской сцене.-- Полн. собр. соч., т. II, стр. 616.

### Известные постановки
- 1868 — Малый театр. 22 января 1868 года — бенефис С. В. Шумского.
- 1899 — Московский Художественный театр. Режиссёры К. С. Станиславский и Вл. И. Немирович-Данченко. В ролях: Иоанн Грозный — К. С. Станиславский, позже эту роль играл Вс. Мейерхольд, Фёдор — И. Москвин
- 1969 — Омский государственный академический театр драмы. Режиссер-постановщик Я. Киржнер. В ролях: Иоанн Грозный — Б. Каширин, Царица Мария Федоровна - В. Прокоп, Борис Годунов - Н. Чонишвили, Захарьин-Юрьев - А. Теплов, шут - Ю. Музыченко.
- 1976 — Ленинградский театр им. В. Ф. Комиссаржевской. Режиссёр-постановщик Рубен Агамирзян. В роли Бориса Годунова — С. Ландграф. Вместе с двумя другими частями трилогии спектакль в 1984 году был удостоен Государственной премии СССР.
- 1995 — Малый театр. Режиссёр-постановщик В. Н. Драгунов. Художник Е. И. Куманьков. Композитор Г. В. Свиридов. Премьера — 29 апреля 1995

## Экранизации
- «Смерть Иоанна Грозного» (1909, Российская империя). Режиссёр Василий Гончаров. В главных ролях: А. Славин (Иоанн Грозный), С. Тарасов (Борис Годунов).
- «Кремлёвские тайны шестнадцатого века» (1991, СССР). Режиссёр Борис Бланк. В главных ролях: Алексей Жарков (Иоанн Грозный), Богдан Ступка (Борис Годунов).